# Пароди, Доминик-Александр
Доминик-Александр Пароди (фр. Dominique-Alexandre Parodi; 15 октября 1840, Ханья около Ираклиона, Крит (в то время Османская империя) — 1901, Париж) — французский поэт, журналист и драматург греческого происхождения.

## Биография
Доминик-Александр Пароди родился на Крите в семье с генуэзскими корнями; его отец служил там консулом Королевства Обеих Сицилий. В 1843 году семья переехала в Смирну; в 1861 году Пароди отправился в Италию, где жил в Генуе и Милане и где женился. Работал журналистом и хроникёром в ряде итальянских газет, в том числе в «L’Illustrazione». С 1871 года на постоянной основе жил в Париже, в 1881 году получил французское гражданство; в 1886 году стал инспектором французских муниципальных библиотек.
Известность пришла к нему после публикации трагедии в стихах «Rome vaincue» (1876). Из пьес его наиболее известны: «Le Triomphe de la Paix», «L’inflexible», а также драма «La reine Juana» (1893). Издал также сборник критических статей «Le Theatre en France» (1885) и трагедию в стихах «La Jeunesse de François I» (1884). В его поэтических сборниках «Passions et idées» (1865), «Les nouvelles messéniennes» (1867) и «Cris de la chair et de l'âme» (1883), по мнению критиков, было заметно влияние Парнасской школы.